# 台灣紅不讓
《台灣紅不讓》，官方英文名Taiwan Homerun，是臺灣電視公司（台視）綜藝節目，艾迪爾傳播製作，製作人李典勇、沈玉琳，主持人徐乃麟、曾國城。1997年7月18日開播，首播時間為台灣時間每週五21時30分。開場口號為「《臺灣紅不讓》，讚啦」，其中「紅不讓」即「全壘打」Hōmuran的日語音譯轉換而來的詞彙。
《台灣紅不讓》任用台視大樂團擔任伴奏，楊水金或其弟楊清季擔任指揮。部分單元僅任用台視大樂團鍵盤手伴奏。
2018年7月，YouTube「台視官方頻道」上傳《台灣紅不讓》官方完整版。

## 概要
《台灣紅不讓》以整人單元著名，是沈玉琳的代表作品。
1999年7月28日，《台灣紅不讓》因遭行政院新聞局懲罰滿4次（《廣播電視法》法定最高次數）而被勒令停播。當時行政院新聞局局長程建人批評，《臺灣紅不讓》節目內容會對兒童及青少年造成傷害，以及侵犯社會安全與公共利益。此外，本節目因多次遭到負面報導，因而間接重創了台視的形象，台視形象至此日漸轉趨負面，被視為最嚴重的媒體亂源頻道之一；直到民營化後才逐步改善。
台灣政治評論家沈野擔任香港亞洲電視總顧問期間，將《台灣紅不讓》首度引進香港，打出宣傳口號「亞視不理會台灣政府禁令」，在本港台首播。亞洲電視本港台首播之後，香港有線電視娛樂台也有播映《台灣紅不讓》。
1999年12月，台視美術指導黃鴻在他的漫畫集《廖添丁狂想曲》自序中說，《台灣紅不讓》中鬼叫鬼叫的旁白是台視企劃組的企劃師「咪咪」，從她的旁白可見她的個性非常開朗。
2007年4月28日，台視45周年台慶特別節目《齊天大勝：台視生日快樂》中，《台灣紅不讓》等綜藝節目獲頒「紅遍全台引領潮流綜藝節目獎」。
《台灣紅不讓》1997年10月24日工作人員表：
- 製作人：李典勇、沈玉琳、黃國財
- 企劃：王莉茗
- 策劃：蕭玠修
- 執行製作：鄭美瑩
- 製作群：吳振安、陳淑芬、尚佑訓
- 造型：Keivin
- 化妝：Mini
- 電腦燈光：沈雲鵬
- 特效：張明益
- 伴奏：台視大樂團
- 指揮：楊水金
- 剪接：蘇國樑
- 電腦美術：王盛泰
- 攝影：王晉文、羅文憲、張惠國、趙旻傑
- 燈光：夏靜揚
- 視訊：謝自堅
- 成音：葉均田、藍錫豐
- 後製作剪輯：王金富
- 美術指導：林格
- 技術指導：陳世明
- 助理導播：關曉英
- 副導播：連春利
- 導播：林芳淑

## 節目單元
以下是該節目出現過的單元。
Pause Pause 急凍人
兩名參賽者相互以桌面上的水果、食物，或搞笑道具，在時間限制內，也就是台視大樂團演奏短短約五秒的背景音樂後，回到指定位置，想盡辦法以各種方法逗對方發笑。最先笑出來者被淘汰出局。能在整個遊戲環節一直到最後不笑者，或者是笑的時間或次數最少者，即可獲得新台幣10,000圓整的獎金。
向眼淚挑戰
參賽者只要在指定時間十秒鐘內流出眼淚，即可獲得獎金。除藝人外，現場觀眾亦可上台挑戰。
夾夾紅不讓
參賽者拿著較長的筷子。攝影棚中央的正上方會吊掛一個金屬籠子，籠內有一名工作人員待命。主持人會詢問參賽者要哪一塊牌子，三塊牌子都是背對著參賽者，考驗著參賽者的運氣。三塊牌子的內容決定工作人員要怎麼灑卡片：
- 十九紅一白：十九張紅色卡、一張白色卡。
- 十紅十白：十張紅色卡、十張白色卡。
- 一紅十九白：一張紅色卡、十九張白色卡。

參賽者開始夾之前，先由兩位主持人一起喊「夾夾紅不讓」，再由參賽者喊出自己即興想到的口號（例如閩南語「卯死矣 / 」，即普通話「賺死了」；或普通話「夾死你」…等之類的，盡可能是三個字的口號）。在籠子內待命的工作人員依照參賽者所選牌子的指示，將手上的卡片灑向地面，參賽者就可以開始夾。參賽者必須在每一關的關卡各夾到一張紅色卡，連過二關才能獲勝，得獎金新台幣100,000元或150,000。
主持人也會視情形開放現場觀眾參賽，獲勝者同樣也有豐盛的獎品或豐厚的獎金。
該單元曾經也出現特別版，夾到者的最高獎品為洋房一棟。
Call Out紅不讓
工作人員擺上一張長方形壓克力桌，桌上放置一塊厚保麗龍板，保麗龍板上放置一台按鍵式電話機與三支直角三角形厚紙板黃旗，每支黃旗各標示一個特定詞，特定詞是關鍵字（例如：「不要哭」、「我愛你」、「神經病」等字句）或指定的事情（例如：「借五十萬」，意思是把新台幣五十萬元借給參賽者）。參賽者選定一個特定詞，將標示該特定詞的黃旗直立插在保麗龍板上。主持群請參賽者撥打電話，給參賽者指定且不知情的受話者。開始通話後，參賽者不斷誘導受話者說出關鍵字或答應指定的事情，主持群隨時與參賽者一搭一唱，其他人安靜看好戲。只要受話者於時限內一字不差地說出關鍵字或答應指定的事情，參賽者就算過關。
當然，談話內容均為公開播映的；所以無論受話者說了什麼，電視機前觀眾及現場觀眾都聽得到，也因此衍生很多笑料。無論參賽者是否過關，主持群會告知受話者這是《台灣紅不讓》的錄影，有時候受話者才在此時得知自己上當了。
尖叫紅不讓
外景單元，口號是：「〈尖叫紅不讓〉，啊——！」 製作單位選定劍湖山世界的遊樂設施「狂飆飛碟」為主題。參賽者坐在該設施的座位內，並等待該設施被啟動。設施一旦被啟動，就會以每分鐘80轉的方式左右搖擺，並讓參賽者座位最高與地面呈90°角。
設施運轉的同時，主持人依序讀出十樣物品。只要參賽者能夠按照順序正確讀出指定的物品，該名參賽者即可獲得獎金新台幣10,000元。
另一玩法是同樣也是在劍湖山世界，參賽者進行「擎天飛梭」遊戲，並進行問答遊戲。在主持人發問一條三選一問題後，「擎天飛梭」啟動。參賽者等到「擎天飛梭」下降至地面上距離最近之處後，要回答出正確答案。正確者可獲得等值新台幣5,000圓整的贈品，回答錯誤則須再搭乘一次「擎天飛梭」以作為懲罰。
整人紅不讓
〈整人紅不讓〉為本節目最廣為人知的招牌單元。製作單位邀請特別來賓，由製作單位精心安排一段突發狀況來「整」一個藝人。不只是來賓，連主持人也有可能被整：曾國城被整過三次（第一次被姚黛瑋整），徐乃麟被整過一次。而張衛健曾經也反整過兩位主持人，讓主持人吃足苦頭。
到了該單元的最後，主持人或是製作單位會取出一塊牌子，上面有「整人紅不讓」五字表示該特別來賓（或主持人）被整。
〈整人紅不讓〉也可以跟其他的單元配合，作為「精心規劃」的單元。例如：製作單位就曾於第四十集節目，將該單元與〈可能不可能〉單元結合，串通好九位參賽藝人共同「整」謝金燕，要求謝金燕於三十秒內，由十把鑰匙當中選出一把，讓選擇「可能」的謝金燕與李志奇一起被關。這十把鑰匙當然與狗籠的鎖不合，導致謝金燕無法在三十秒內解開所有的鎖，還引來臨時演員扮演的「假媒體」；還被製作單位載到攝影棚外的場景「與狗籠同行」，使謝金燕感到難過。甚至製作單位還動用了以臨時演員演的鎖匠，還動用了鋸子，使謝金燕誤以為事情大條了。當然，這也是製作單位的精心規劃，因為李志奇就已先藏好可以開啟鎖的鑰匙，只是謝金燕不知情，還與李志奇一同被關在狗籠內一個小時多，忍受無比的煎熬。在最後謝金燕也是因製作單位拿出「整人紅不讓」牌子，才得知被整。
〈整人紅不讓〉也曾經是製作單位遭到高額罰鍰的關鍵，原因是有一段節目，徐乃麟將一個酒瓶砸向曾國城的頭，雖然沒有造成重傷，但在普遍級時段播出，明顯不當；還有就是也有藝人羅志祥的相互扭打畫面，造成了該單元成為該節目遭勒令停播的因素之一。
〈整人紅不讓〉被整藝人包括有：翁虹、張宇、陳寶蓮、李心潔、鄭嘉穎（主持人和徐懷鈺聯手整）、古巨基、莫文蔚、陳慧琳、張惠妹、彭佳慧（第三十八集，由嘉義縣布袋鎮長者們共同整）…等。
〈整人紅不讓〉的成功，使得當時仍是李典勇旗下員工的沈玉琳一舉成名，成為台灣著名的電視節目製作人。
可能不可能
製作單位安排一些關卡，每次關卡皆不同，例如在一分鐘內剝完二十個橘子的皮，讓來賓判斷該關卡能否達到製作單位的要求。在進行關卡前，主持人均會指派「可能」與「不可能」的參賽者各一位，在一個特製的大酒杯道具內加水。如果關卡可通過，即該挑戰是「可能」，回答「不可能」的其中一員參賽者就必須喝完這一大杯的水；關卡不通過者，即該挑戰是「不可能」，回答「可能」的其中一員參賽者必須喝完這一大杯的水。
喝水處罰是製作單位按照選擇比例人數，在一個「摸彩箱」內放置數量多的黃球與一個白球。只要哪一位參賽者抽到白球，則該員就必須將該杯水全部喝完。但考慮到部分參賽者無法負荷過多的水，可以由他人代替。而喝水的時候，後製人員會搭配「水冒泡」的罐頭音效，以達到「笑點」。
變男變女變變變
「反串秀」單元，開放觀眾報名參賽。
爆笑紅不讓
製作單位於外景隨意一處固定「整」六名路人，前五名被「整」的路人就會按照進度繼續播下去，第六名被「整」的路人，一定會有超乎意外的表現，製作單位播到一定的程度後，就暫停影片，請現場來賓猜該路人接下來會有甚麼驚人的反應，無論來賓有無猜對，都不會得到實質的獎品或獎金。而藝人還要票選出六個被「整」的路人，哪一個表現令人印象深刻，而被當選的路人，就可以參加拿獎金比賽。
在一集當中的數名參賽者中，每名當選者從一堆數字牌中隨意選四張牌子，並由當選者自行放置數字卡，組成獎金格式「1╳╳╳╳元」。哪一位當選者的獎金金額最大，則可取得對應的獎金。例如有一名參賽者取得「19,258元」的獎金，打敗「18,375元」與「12,769元」，則取得新台幣19,258元的獎金。當選者從排中取的牌均屬亂數排列，當選者也不知道選的牌的數字為何。
而最大金額者，可再挑戰取得新台幣100,000的獎金。只要當選者能夠從萬位數到個位數排列「1、2、3、4、5」順序，即可獲得新台幣100,000元的獎金。如果參賽者第一次排出的順序不對，主持人會再給予當選者一次排列的機會。如當選者在第一次排列成功，則直接獲獎；第一次排列失敗，則第二次排列的順序決定生死。同獎金比大小環節，當選者也是自行放置數字卡，純屬亂數決定。
火鍋木頭人
類似臺灣幼童遊戲〈１２３木頭人〉。數名參賽者光著腳丫子進行遊戲。每一位手持筷子各夾一片生肉，路途中間會有一些障礙，例如健康步道等設施，會妨礙參賽者的行進，終點處還有一個盛著沸騰高湯的鍋子。主持人背對著參賽者，並隨主持人的意，快速、慢速，或不照節拍等，喊：「１、２、３，木頭人」，當主持人的頭轉向參賽者，若參賽者有任何一點動作，非靜止動作者，則該名參賽者必須退回起點，再重新遊戲，如果參賽者到了終點，不算成功，還要將生肉片放入沸騰高湯汆燙，並確實煮熟後食用，即可獲勝。當然，即使主持人下達停止口令，若肉片過熱，放入嘴巴之中，參賽者仍須忍著熱，暫停進行中的步驟。
通天辣麵
製作單位向店家購買「地獄辣麵」，其辣程度可說是辣食愛好者都無法忍受的。遊戲規則非常簡單：只要參賽者能夠吃一條辣麵（至少要達到一定的長度標準），即可獲得新臺幣伍佰圓整的獎金。主持人接著會詢問參賽者是否繼續吃第二條的意願，若願意則繼續挑戰；否則主持人給予參賽者一顆糖果，並宣佈該名參賽者可獲得多少獎金，結束該名參賽者的挑戰。參賽者食用辣麵，是不可以只吃半條或是將辣麵送入嘴巴後卻還吐出來的，否則不計獎金。
參賽者參賽完畢後，攝影機是還會持續拍攝該名參賽者到洗手間漱口、吃糖果時「慘不忍睹」的畫面。
臺灣什麼都吃
派一些奇人表演吃另類物品，例如飛鼠屎、鴨仔蛋、麵包蟲、蟑螂等平常人不敢接受的「另類食物」，或者是喝尿等。該單元僅播出兩次。第一次播出時，遭到很多觀眾表達不滿；即使第二次播出時，吃異物的鏡頭被馬賽克遮住，仍然遭到很多觀眾的抗議。同時，該單元也是遭到行政院新聞局高額罰款及勒令停播的主要關鍵。
有些觀眾質疑，該單元的「尿」可能是烏龍茶。有些觀眾認為，或許是製作單位為了「提升收視率」才想出來的「點子」。「喝假尿」內容被罰款新臺幣35,000元整。
痛痛紅不讓
眾來賓輪流躺在躺椅上接受腳底按摩，在60秒內一邊接受腳底按摩一邊唱歌。在60秒內沒有痛得大叫的來賓，可獲得獎金新臺幣10,000元整。
滾滾樂
新整人紅不讓
Call Out八卦大連線

## 爭議內容
茲列出該節目曾經發生過的爭議與不當內容簡要。
- 1998年10月初推出的〈變男變女變變變〉單元，在普遍級時段播出「反串秀」，遭行政院新聞局認定違反《電視節目分級處理辦法》，罰鍰新臺幣九萬元。當時新聞局指出：「反串秀雖為表演方式之一，然而此種反常表演的型態，長期在無線電視台以常態節目單元播出，對兒童心理及人格發展有不良的影響，不適合在晚間九時三十分前全家觀賞時段播出，依輔導級節目規定必須於晚間十一時以後始得播出。」同時段的中國電視公司綜藝節目《天才Bang!Bang!Bang!》也因同樣的理由，遭罰鍰同樣的金額。[5]
- 1999年2月26日的〈爆笑紅不讓〉單元，製作單位教唆兒童當街脫下工作人員的褲子。同年4月8日，行政院新聞局依據《廣播電視法》第二十一條第四款及第五款規定，裁處高額罰鍰。
- 1999年7月2日的〈整人紅不讓〉單元，因播出時段畫面標示的是「普遍級」標誌，但該單元曾有兩人打架畫面；因此，行政院新聞局於同年7月21日依據《廣播電視法》第二十一條第四款，製作單位遭到高額罰鍰。
- 1999年7月16日的〈整人紅不讓〉單元，徐乃麟拿著酒瓶猛烈敲打曾國城的頭，而電視畫面也是標示著「普遍級」。雖然該酒瓶只是特殊道具（糖玻璃製品），敲打時對方不會受重傷並流血（但是仍然會覺得疼痛）；但行政院新聞局考慮到觀眾的身心發展，決定比照第二次的方式，同時進行高額罰鍰。
- 1999年7月23日的〈臺灣什麼都吃〉單元，因內容太超過規範、畫面不妥，該單元也在播出兩次後遭到行政院新聞局高額罰鍰。該單元導致該節目被罰次數累計滿四次，該節目因此遭勒令停播。而據說該公文還是以計程車「迅速送至」台視大樓的。
- 其他爭議內容如：1999年6月至7月的〈新整人紅不讓〉單元，有對兒童觀眾打罵、叫囂等畫面；〈滾滾樂〉單元，是由一名女性在躺著的一群男性上「滾來滾去」，有不雅之嫌；〈通天辣麵〉單元，一位國小四年級學童因吃過辣的麵條，導致嘴唇紅腫，眼淚與鼻涕一齊落下；〈Call Out八卦大連線〉單元，主持人要求女性參賽者在不知情的情形下，說出女性參賽者的胸圍尺寸、內褲顏色、內褲形式等，都成了《臺灣紅不讓》遭勒令停播的關鍵。關於此事件，行政院新聞局是依據《廣播電視法》第二十一條第四款及第五款，連同〈臺灣什麼都吃〉單元，同時進行了高額罰鍰。[6]

## 節目改名
在事件發生後，製作人李典勇就不再使用《臺灣紅不讓》這個名稱，之後就延伸出《臺灣一級棒》與《臺灣超級棒》這兩個名稱，《臺灣一級棒》主要播放普遍級節目，而《臺灣超級棒》播放保護級節目，這兩個節目的開場畫面與《臺灣紅不讓》差不多，只是改了節目名稱。
1999年8月20日，《臺灣超級棒》因為節目變更未依照規定報備，行政院新聞局於1999年9月10日依據《廣播電視法》第二十七條規定，處以高額罰鍰。

## 友臺模仿
中華電視公司午間綜藝節目《好運旺旺來》（1997年12月15日至2000年9月1日，共703集）的短劇單元〈卜蘭花〉，以《臺灣紅不讓》為主，改名《臺灣全壘打》，口號是「紅不爛」，並請薛志正及庹宗康扮演該節目的主持人，《臺灣紅不讓》的〈臺灣什麼都吃〉單元被改名為〈臺北什麼都吃〉，〈整人紅不讓〉單元被改名為〈整人全壘打〉。戲劇的設定，則是戲仿並譴責《臺灣紅不讓》的〈臺灣什麼都吃〉與〈整人紅不讓〉間接造成臺灣電視節目的品質下降。
《臺灣全壘打》「製作單位」還要求卜蘭花（陳亞蘭飾演）喝看似尿的烏龍茶，希望提升收視率，但卜蘭花一口拒絕。卜蘭花堅持不收製作單位的酬勞，還說不願意看這樣品質很差的電視節目破壞了整體電視節目的品質。
飾演《臺灣全壘打》主持人的兩位藝人，還拿飛機木與糖玻璃相互敲打，並相互扭打，造成了暴力畫面。「旺來妹」周密拿出了「整人全壘打」牌子，喊著「整人全壘打，成功」，表示其實這是整人環節。最後，在個性開朗的旁白以不斷「魔音攻勢」之下，《臺灣全壘打》遭到虛構的「行政院新聞局」的「高額處罰」。而個性開朗的旁白小姐還不知大難臨頭，仍然繼續開朗以對。

## 備註
1. ↑  「臺灣紅不讓」是曾國城與徐乃麟一起喊的，「讚啦」是曾國城、徐乃麟與現場觀眾一起喊的。
2. ↑  如「Call Out紅不讓」等單元
3. ↑  「尖叫紅不讓」是外景主持人一起喊的。「啊——」是現場觀眾一起尖叫的，或是參賽者在「狂飆飛碟」被啟動前獨自尖叫的。